# 將軍澳廣場

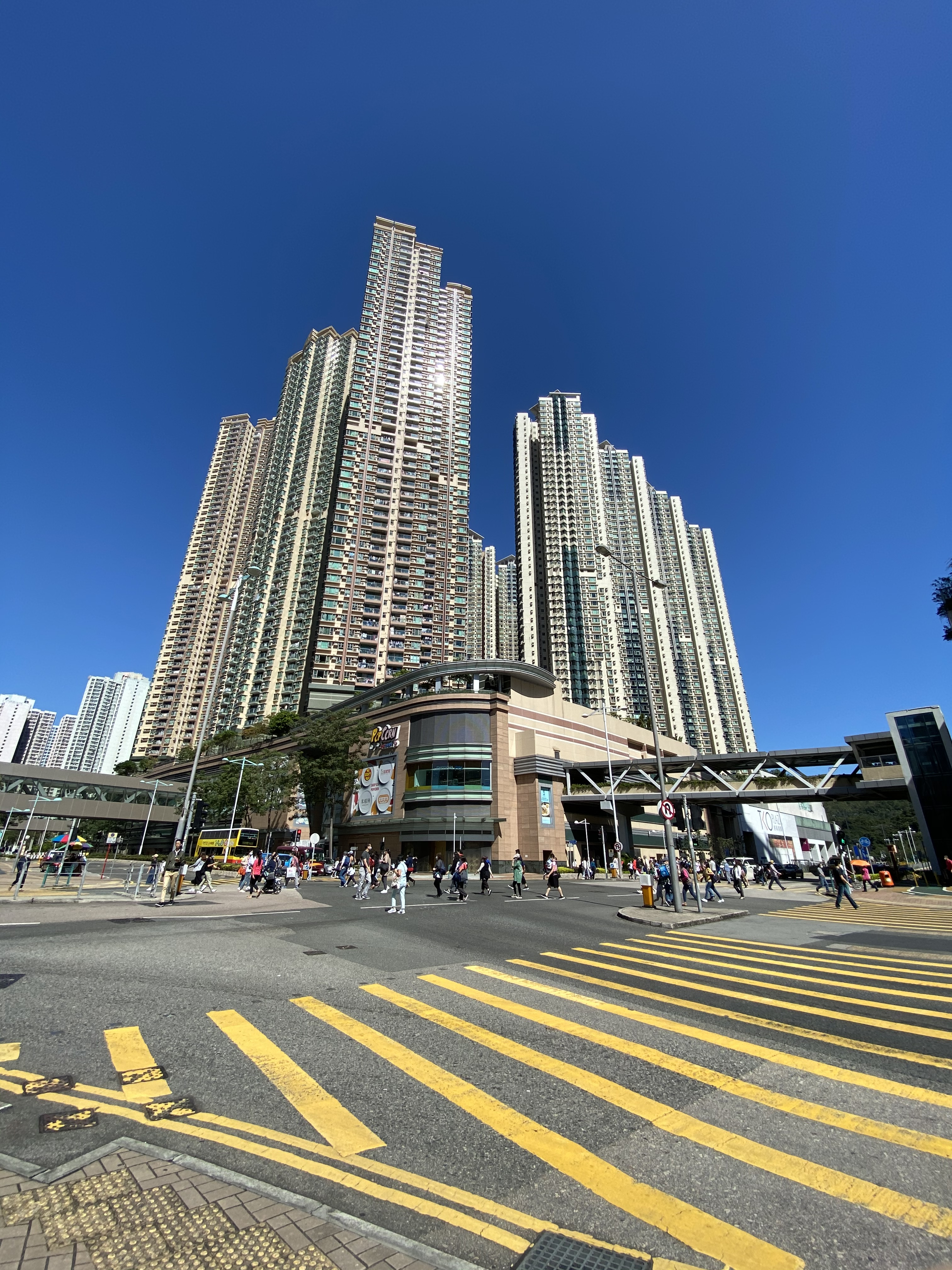
將軍澳廣場與君傲灣外觀

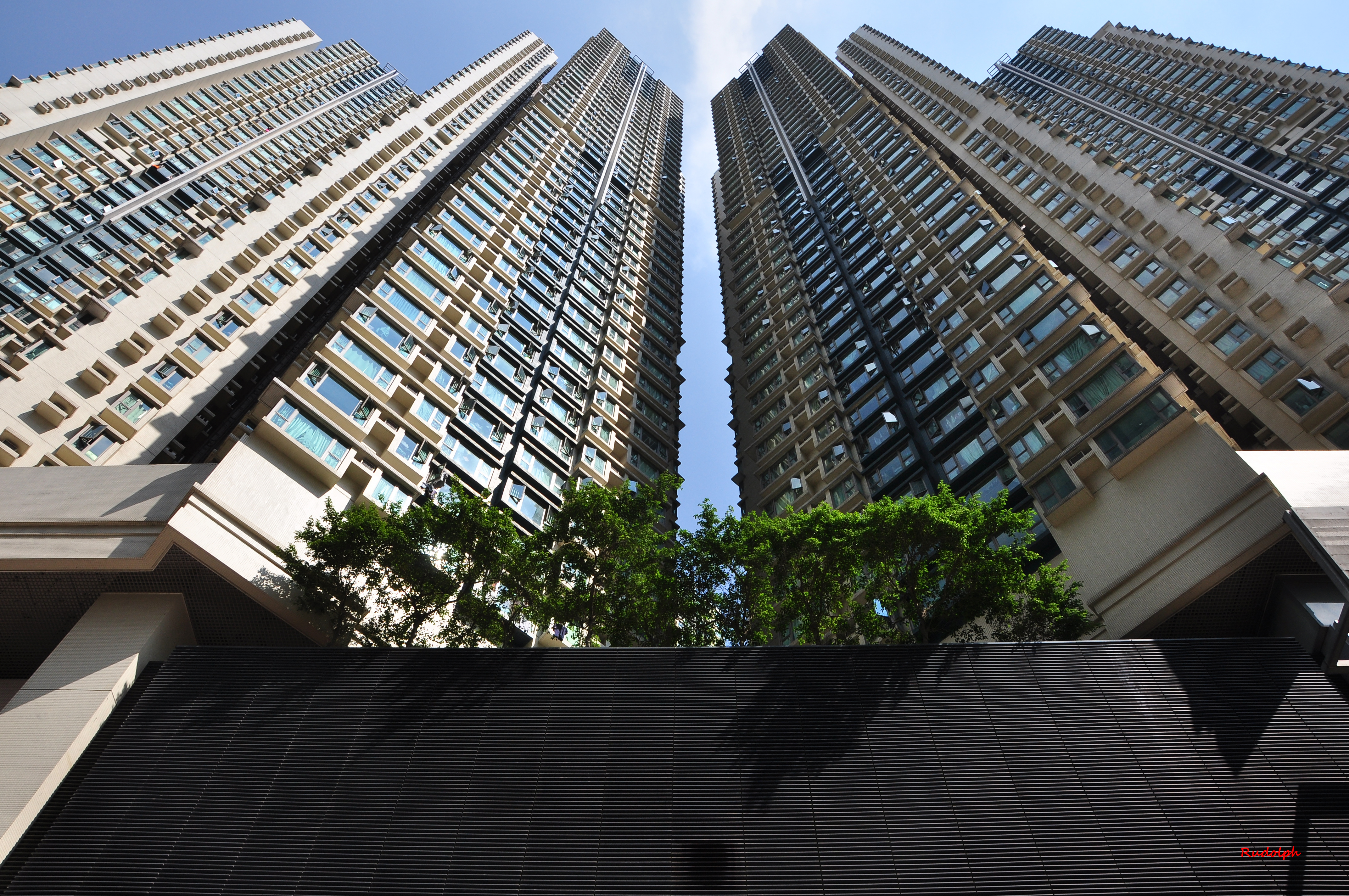
將軍澳廣場，由左至右為第一座至第3A座。

將軍澳廣場（英語：Tseung Kwan O Plaza），當地市民簡稱作將廣，是香港新界西貢區將軍澳市中心的一項物業，鄰近港鐵將軍澳站，由南豐集團發展，並由馬梁建築師事務所於1999年規劃設計，於2003年落成。
全屋苑分為8座（第4座改稱第3A座），每座45層(跳層至56層)共2880個單位。設有會所、商場及街市，並設有私家車位873個（住宅佔572個，商場佔301個）及電單車位89個，屋苑的管理工作由南豐集團旗下萬寶物業管理有限公司負責。

## 屋苑資料

### 樓宇
| 樓宇座號 | 門牌號碼  | 樓宇類型   | 落成日期   | 每座層數 | 每層伙數 | 每座單位數目（伙） | 建築師           | 提供升降機的廠商 | 期數 |
| -------- | --------- | ---------- | ---------- | -------- | -------- | ------------------ | ---------------- | ---------------- | ---- |
| 第1座    | 唐德街1號 | 十字風車形 | 2003年12月 | 45       | 8        | 360                | 馬梁建築師事務所 | 东芝             | 1    |
| 第2座    | 唐德街1號 | 十字風車形 | 2003年12月 | 45       | 8        | 360                | 馬梁建築師事務所 | 东芝             | 1    |
| 第3座    | 唐德街1號 | 十字風車形 | 2003年12月 | 45       | 8        | 360                | 馬梁建築師事務所 | 东芝             | 1    |
| 第3A座   | 唐德街1號 | 十字風車形 | 2003年12月 | 45       | 8        | 360                | 馬梁建築師事務所 | 东芝             | 1    |
| 第5座    | 唐德街1號 | 十字風車形 | 2003年12月 | 45       | 8        | 360                | 馬梁建築師事務所 | 东芝             | 2    |
| 第6座    | 唐德街1號 | 十字風車形 | 2003年12月 | 45       | 8        | 360                | 馬梁建築師事務所 | 东芝             | 2    |
| 第7座    | 唐德街1號 | 十字風車形 | 2003年12月 | 45       | 8        | 360                | 馬梁建築師事務所 | 东芝             | 2    |
| 第8座    | 唐德街1號 | 十字風車形 | 2003年12月 | 45       | 8        | 360                | 馬梁建築師事務所 | 东芝             | 2    |

### 間格
住宅單位間格多元化，設有569至611平方呎的2房單位、692平方呎的3房1廁單位、747平方呎的3房單位及面積最大的1,026平方呎3房套房加1個工人房及工人廁所單位。

### 會所設施
屋苑有兩個會所，一期設健身室、桑拿浴室、50米泳池附設日光曬臺、兒童泳池、水力按摩、蒸氣浴室，二期設網球場、壁球場、桌球室、兒童電子遊戲室、保齡球場、港式燒烤場及小型高爾夫球練習場、多用途室內運動場（標準籃球場和三個羽毛球場）、閱讀室、宴會廳、跳舞室、多用途室、活動室、閒座廊等。在平台上亦設置戶外遊樂設施供兒童嬉戲玩樂。會所定期舉辦不同型式活動或興趣班。

## 商場
將軍澳廣場基座設有商場，於2004年2月開幕，共分三層，佔地逾30萬平方呎，是區內主要購物商場之一。商場地下為街市，一樓主要為食肆、銀行、酒樓、便利店和小型寵物店舖等。而二樓主要為AEON、麥當勞、壽司郎、補習社、琴行、畫室等，亦設有自動櫃員機。商場設有免費泊車優惠，消費100元港幣可免費泊車一小時。
商場採日式庭園設計，地下設有大型人工瀑布，為2000年代香港商場少見的特色之一；一樓中庭亦曾經採用木地板，後來於2018年更換為白色瓷磚。
2009年前二樓設有美食廣場，2009年12月將美食廣場及眾多細舖打通後開設AEON。
2004年4月，獨立JUSCO（現名：AEON）10元廣場在商場一樓開設分店，隨後AEON於2009年12月在二樓開設超級市場，並將10元廣場搬遷至店內。
2012年12月擴充為百貨店，佔地約56,000平方呎，屬於一所小型綜合購物百貨店，店內設有超級市場、生活廣場「Daiso Japan」、AEON財務、Q-Pet寵物店、Molly Fantasy室內兒童遊樂場，在2021年4月30日完成改裝工程後，重新規劃店舖佈局，注入新元素自家品牌「HÓME CÓORDY」、「iC innercasual」及Home Fashion。2025年4月，因應Living Plaza彩明店結業，AEON將軍澳店內的Living Plaza改名為Daiso Japan繼續營業。店內亦開設食肆，包括日本拉麵店「大門食堂」、八方雲集及薩莉亞意式餐廳。
發展商在2014年起進行翻新工程，將原來華潤萬家超級廣場的舖位分間成多間商舖，商場翻新後加入大量特式商店，包括：Super Sandwitches、荳子冰室、太興、地茂館、譚仔、美國冒險樂園、桂花小幸、山牛及丸龜製麵、Foodwise、Spa Collection、日本城、柿柿喜物及有機護髮、聖安娜餅屋、美心西餅、東海堂、Chateraise、半島酒家和迷客夏等等。
商場地下設有K-mart街市，由佳寶食品超級市場管理及營運，於2019年4月開幕。

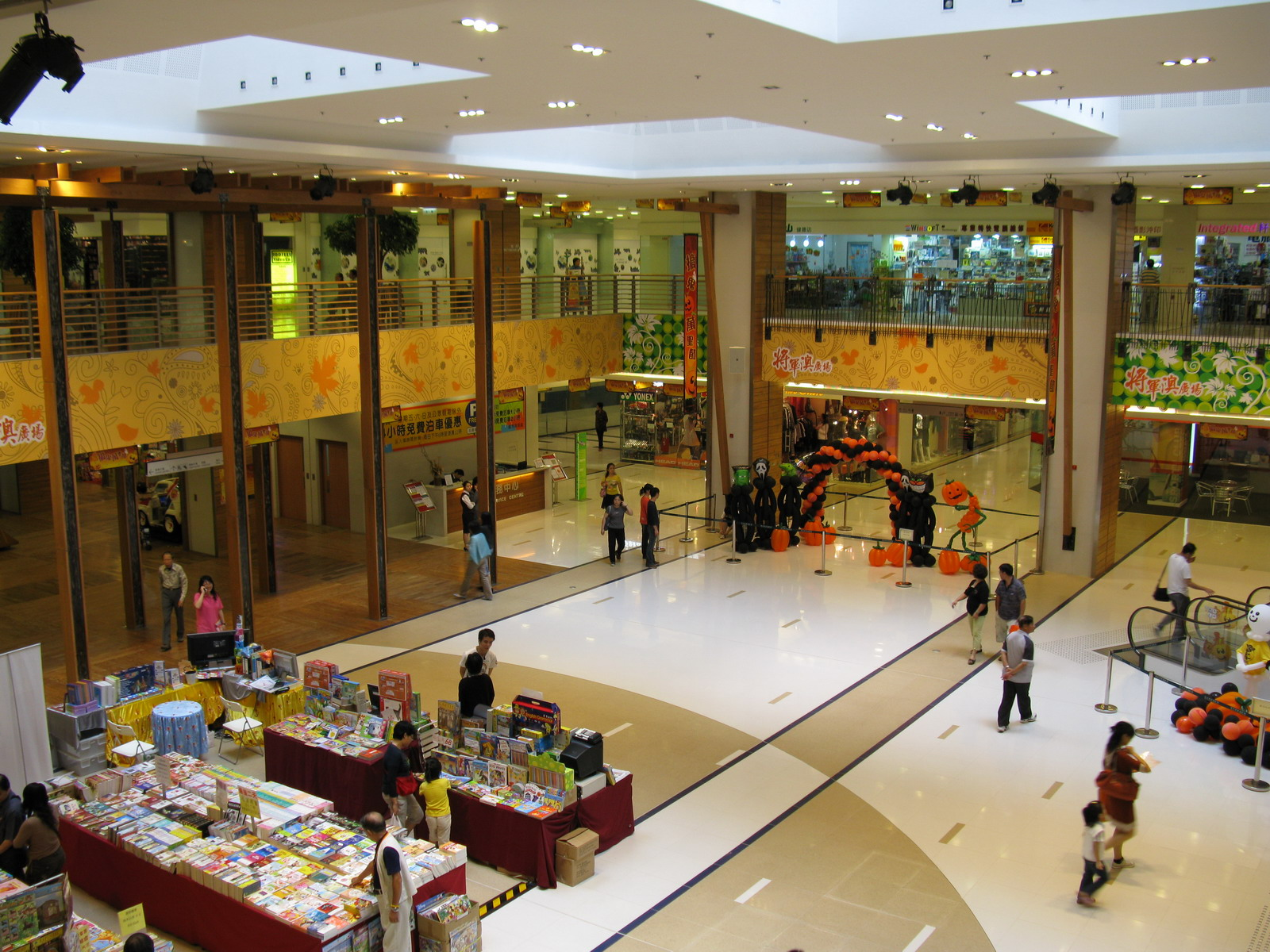
商場主中庭南面（2007年）
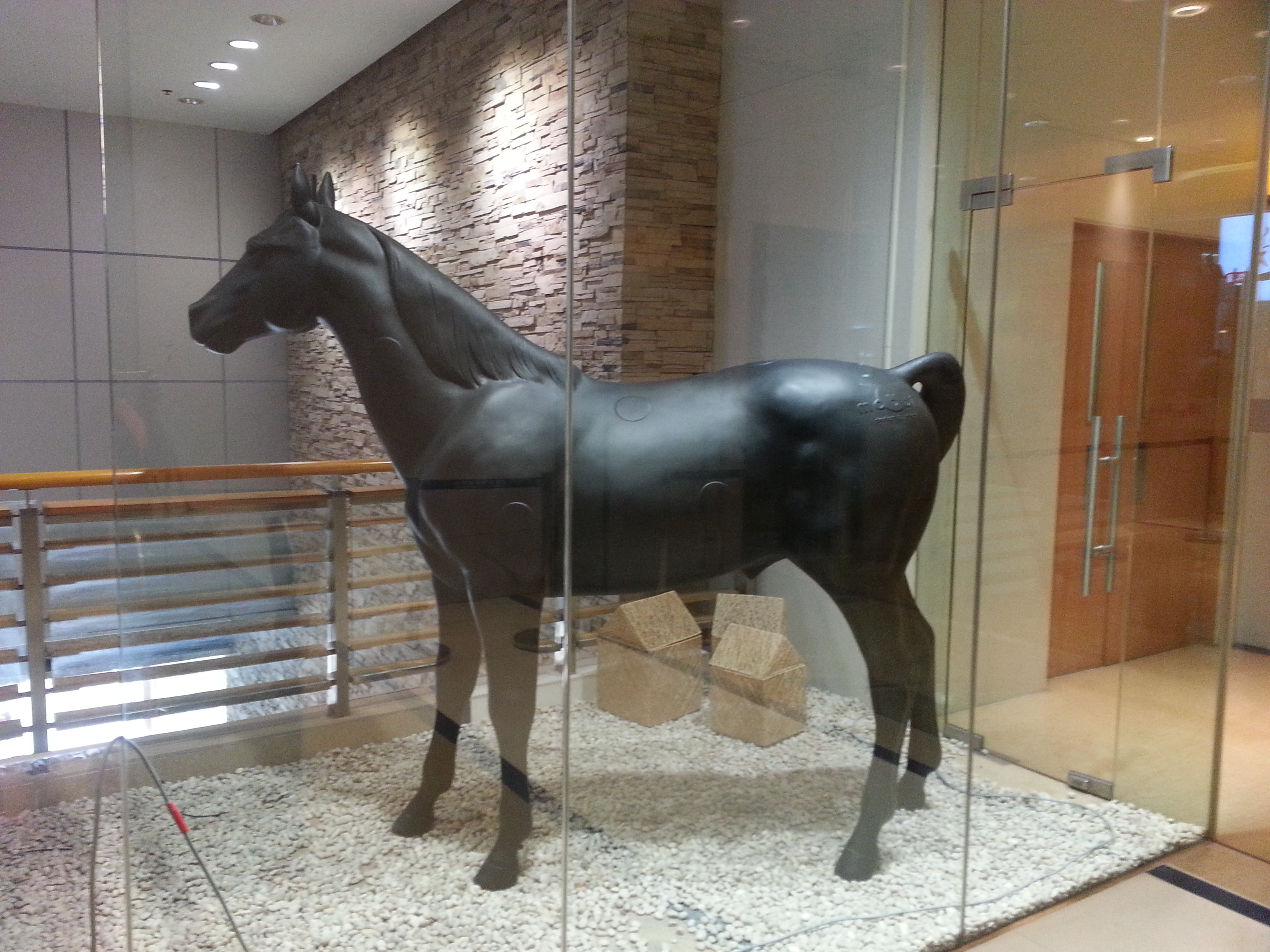
彩繪前的馬匹造型雕塑（2015年）
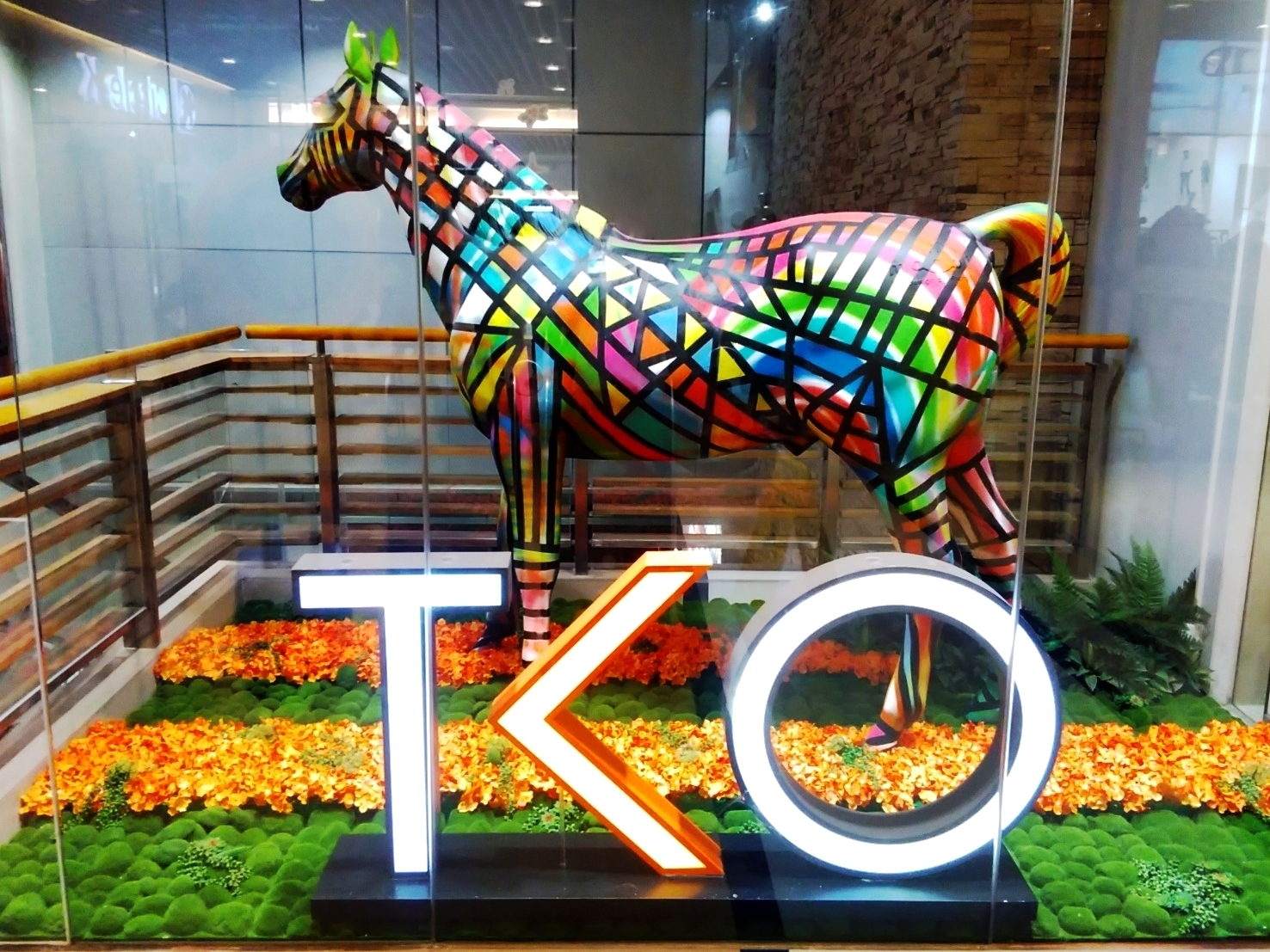
經已彩繪的馬匹造型雕塑（2016年）
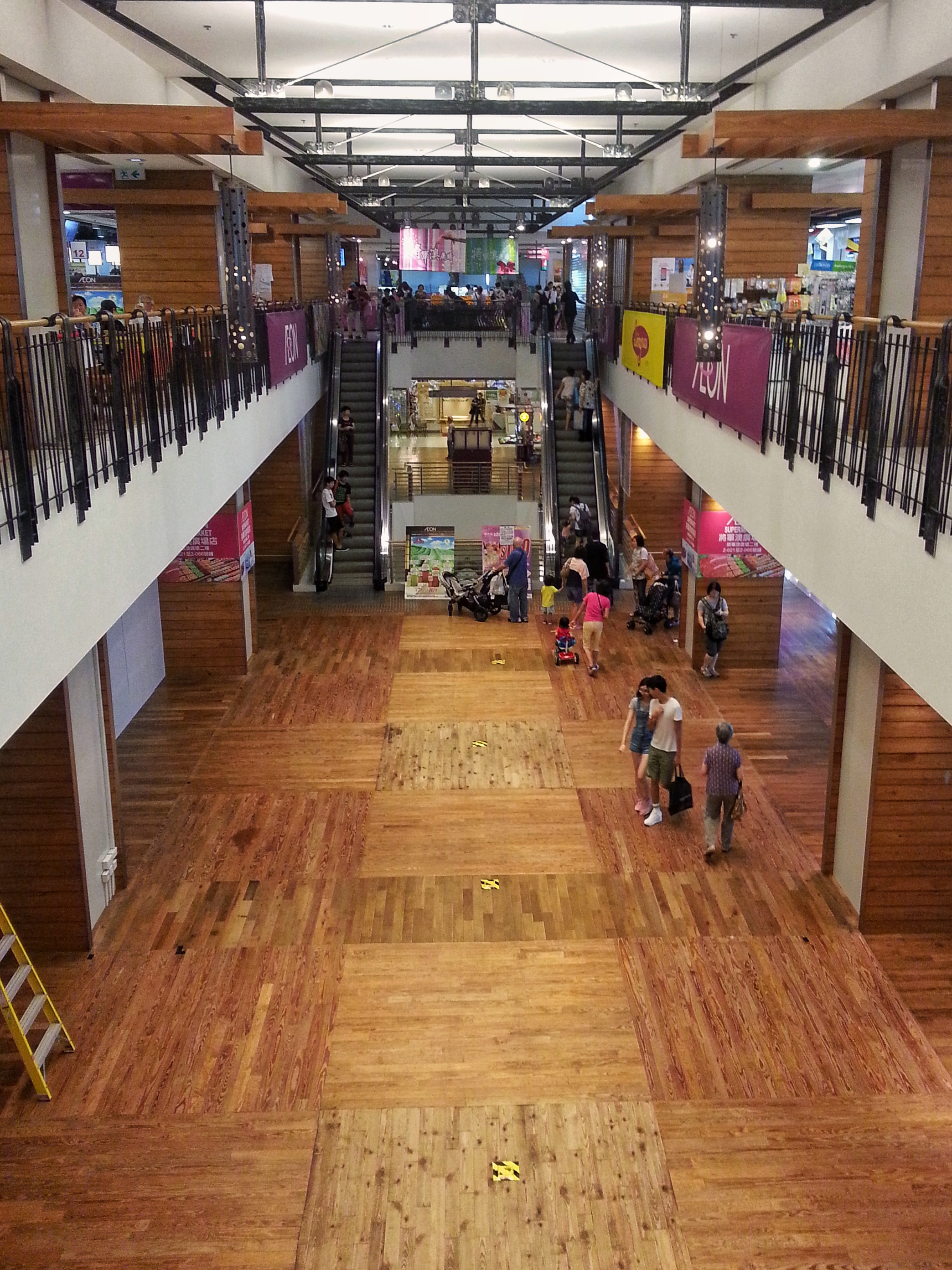
2015年翻新前的商場1樓，曾經鋪上日式風格的木地板
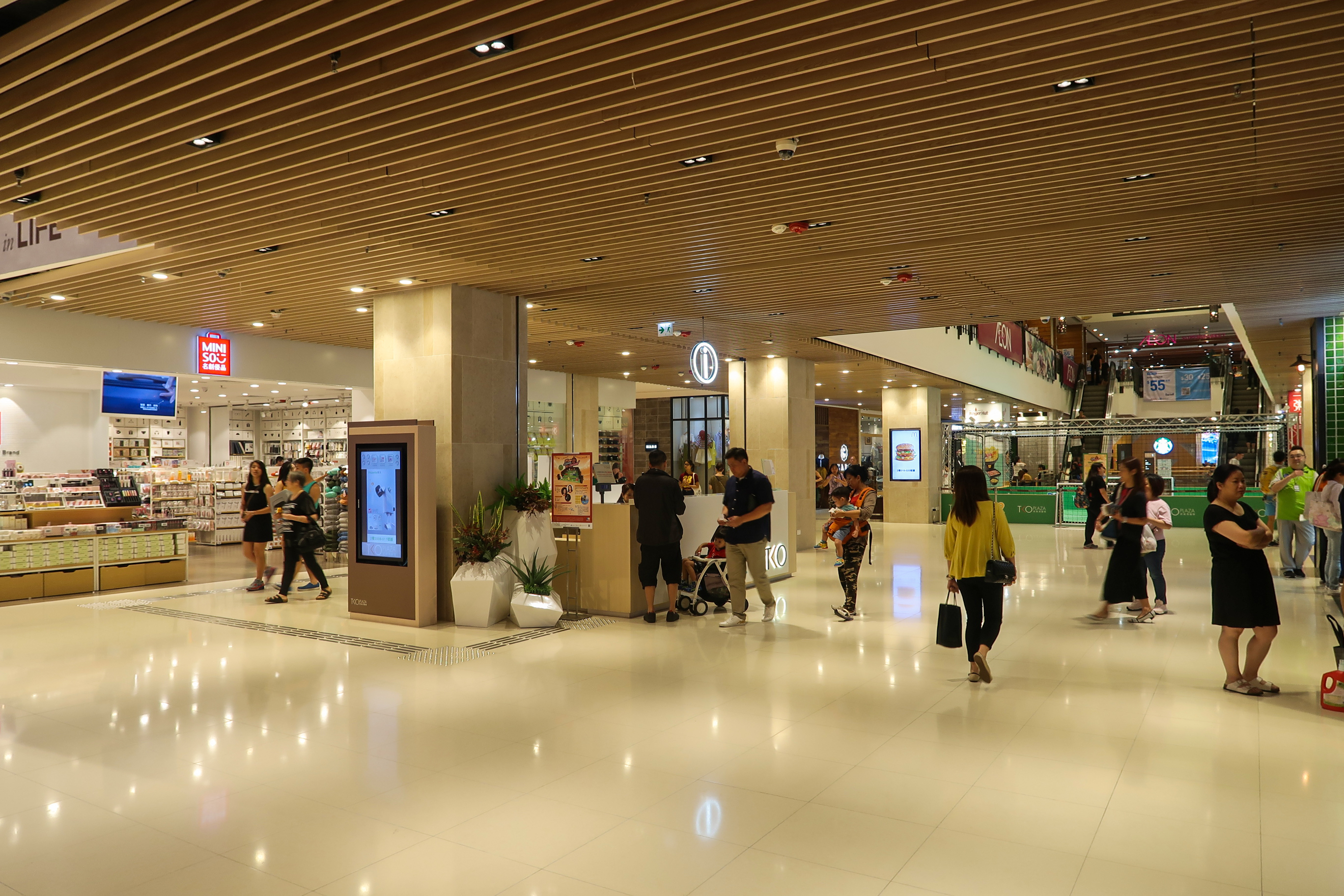
2018年翻新後的商場1樓
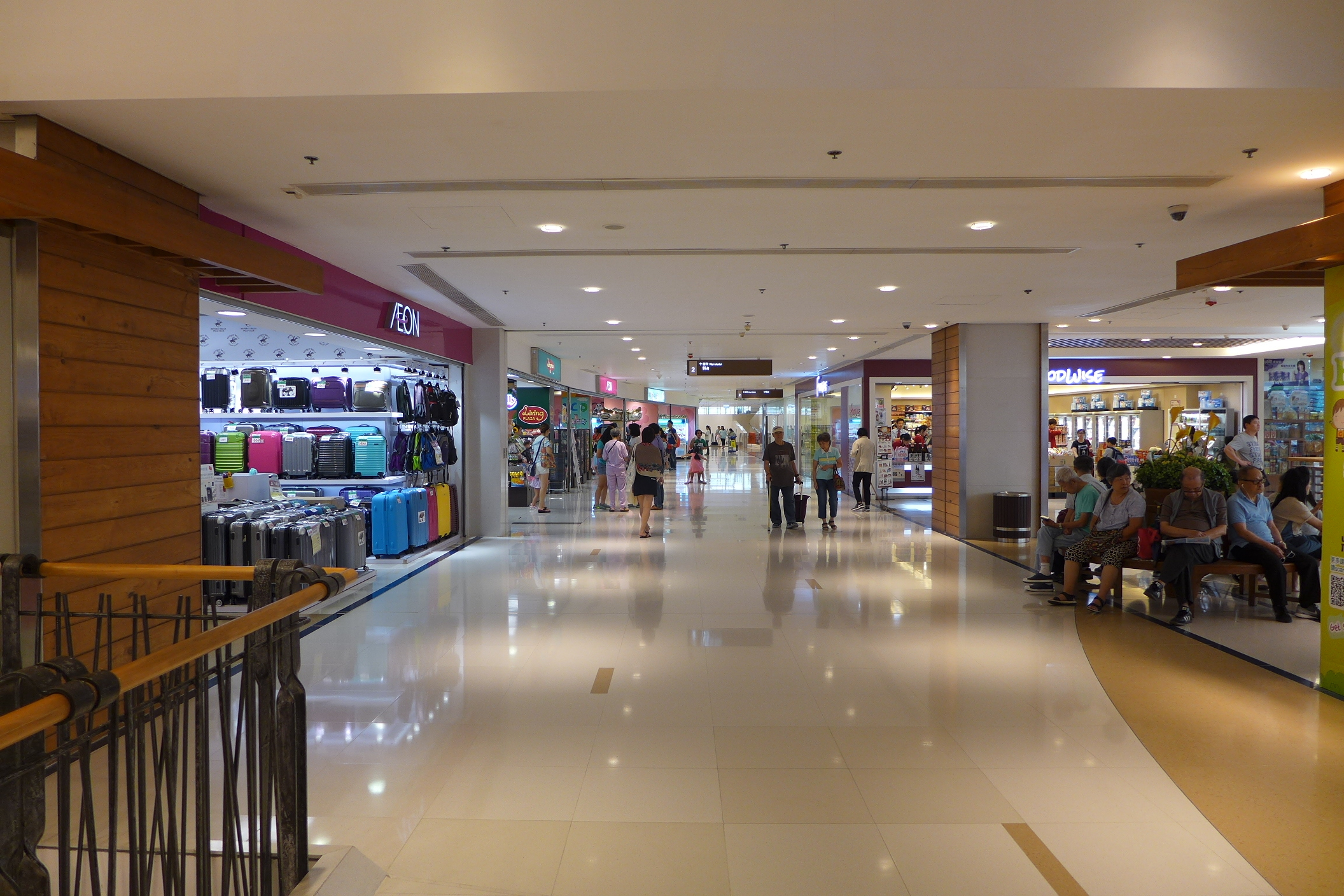
商場2樓（2016年）
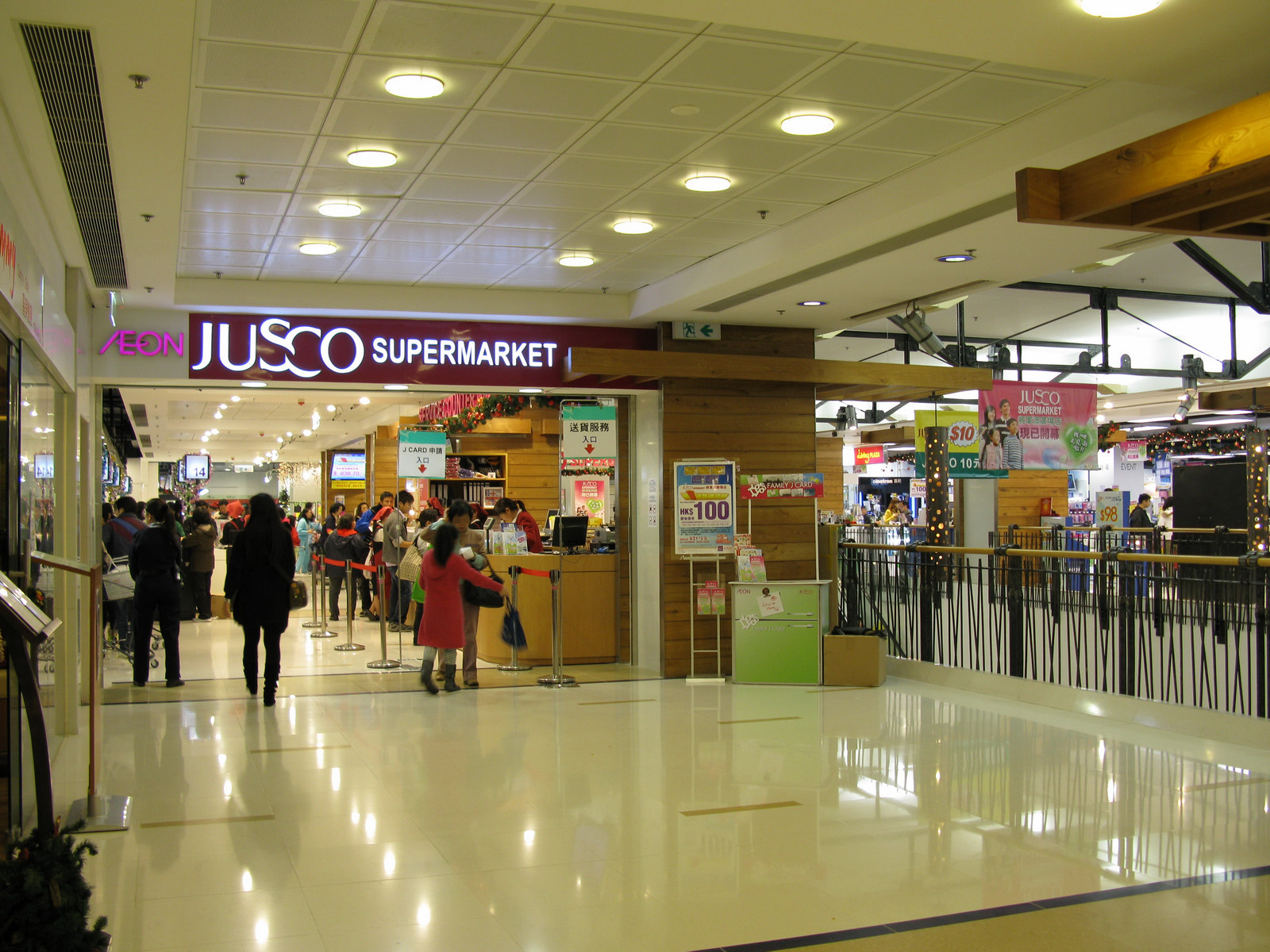
已於2009年12月開業的吉之島超級市場
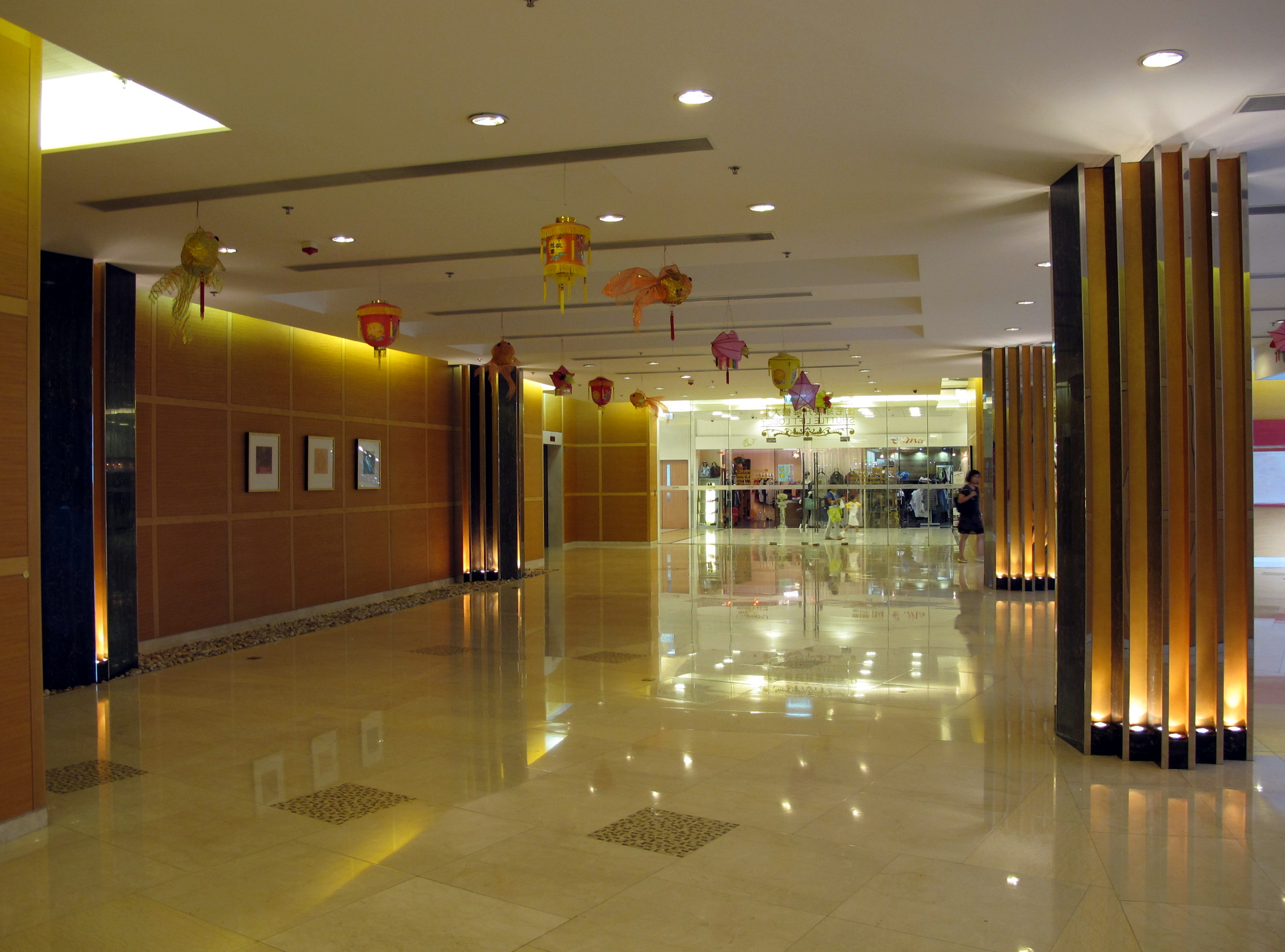
將軍澳廣場住宅大堂
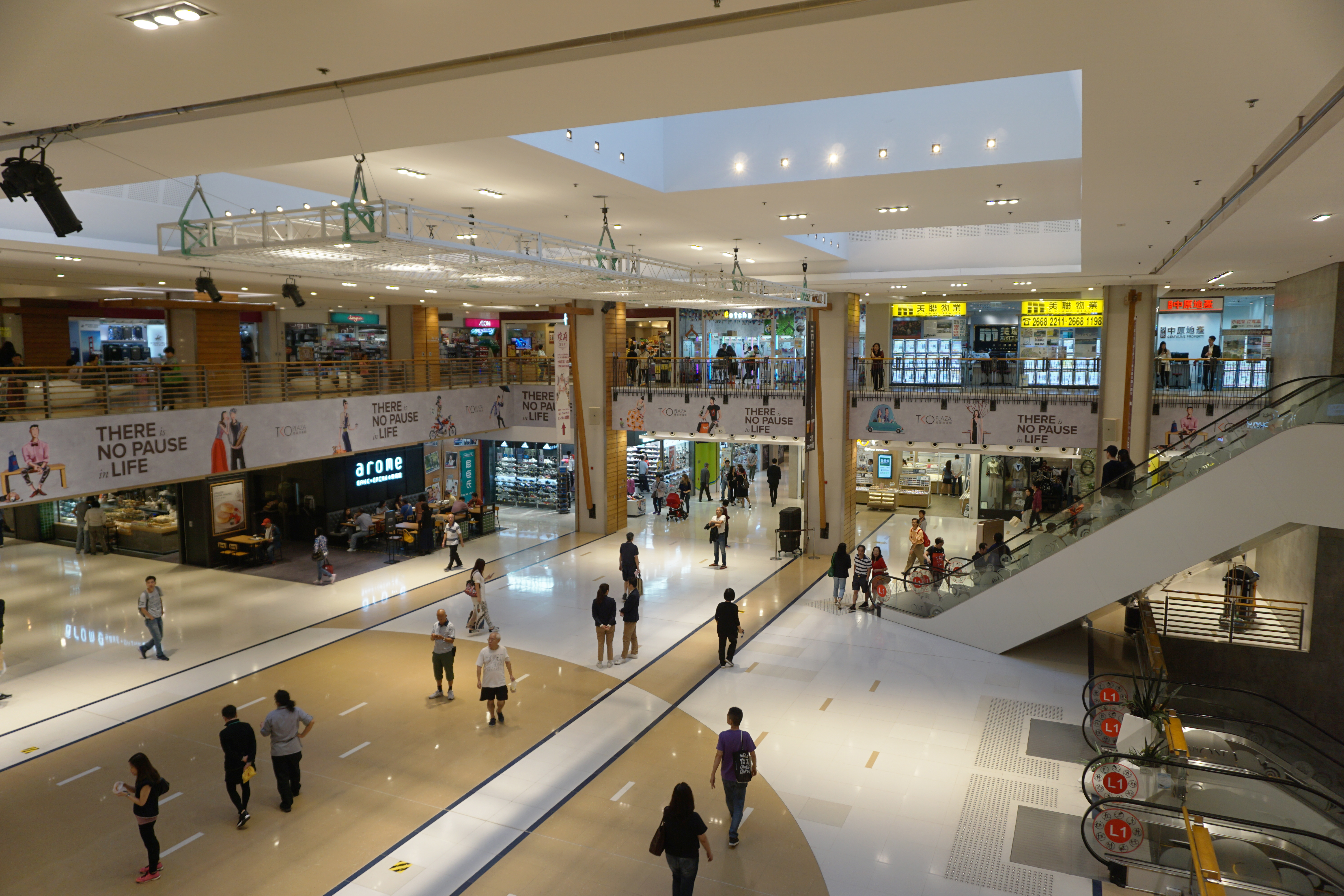
商場主中庭南面
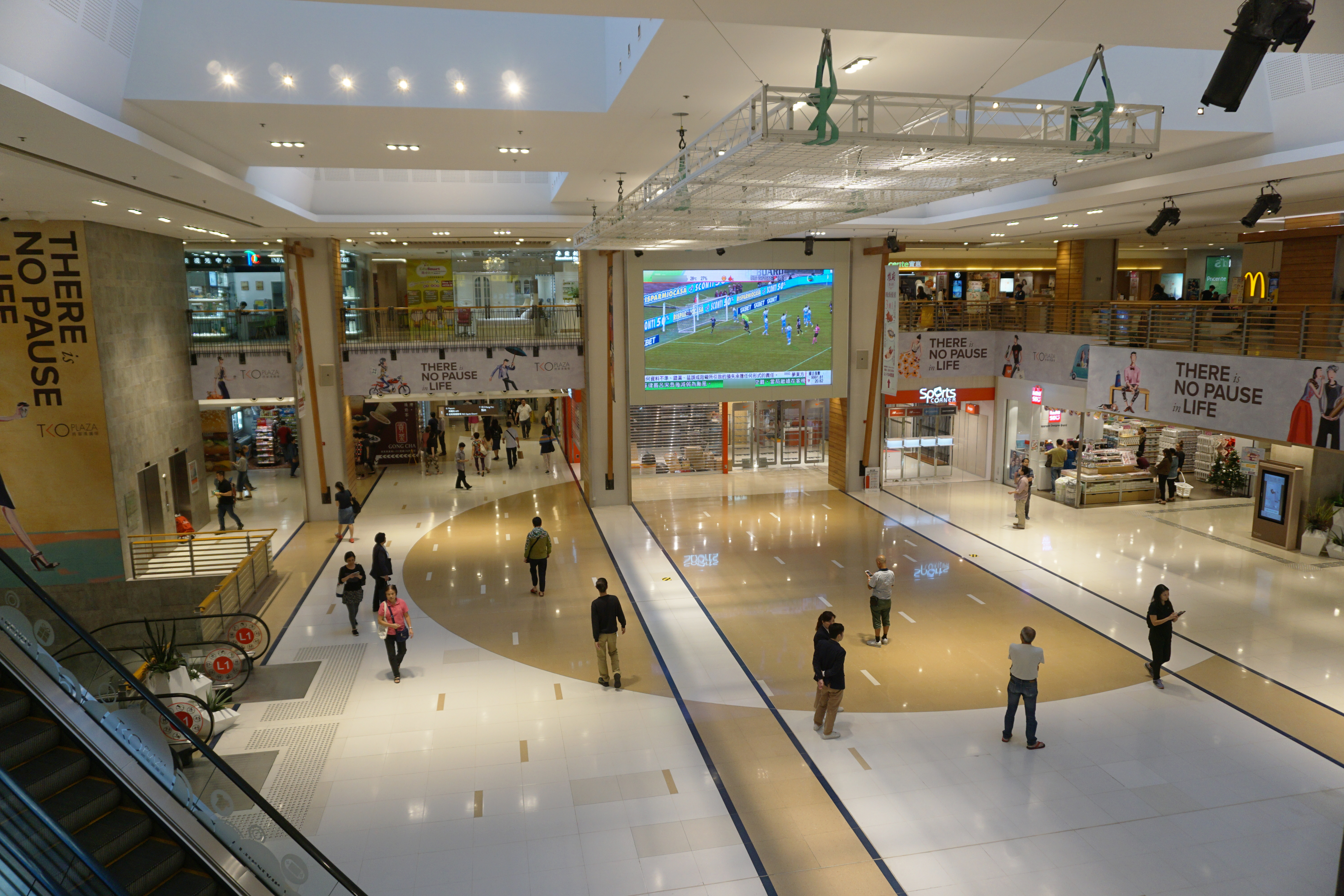
商場主中庭北面
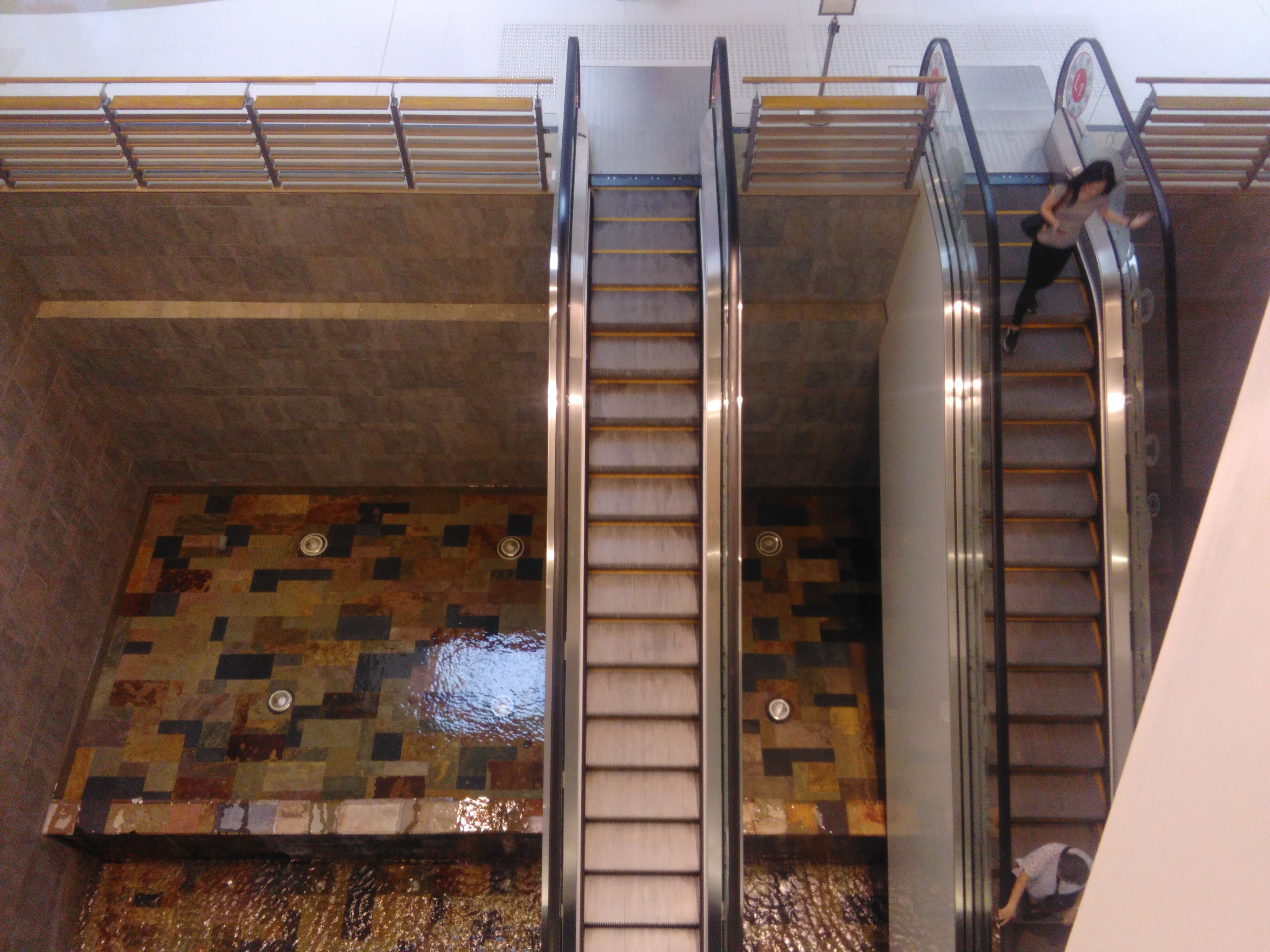
商場日式庭園的流水瀑布
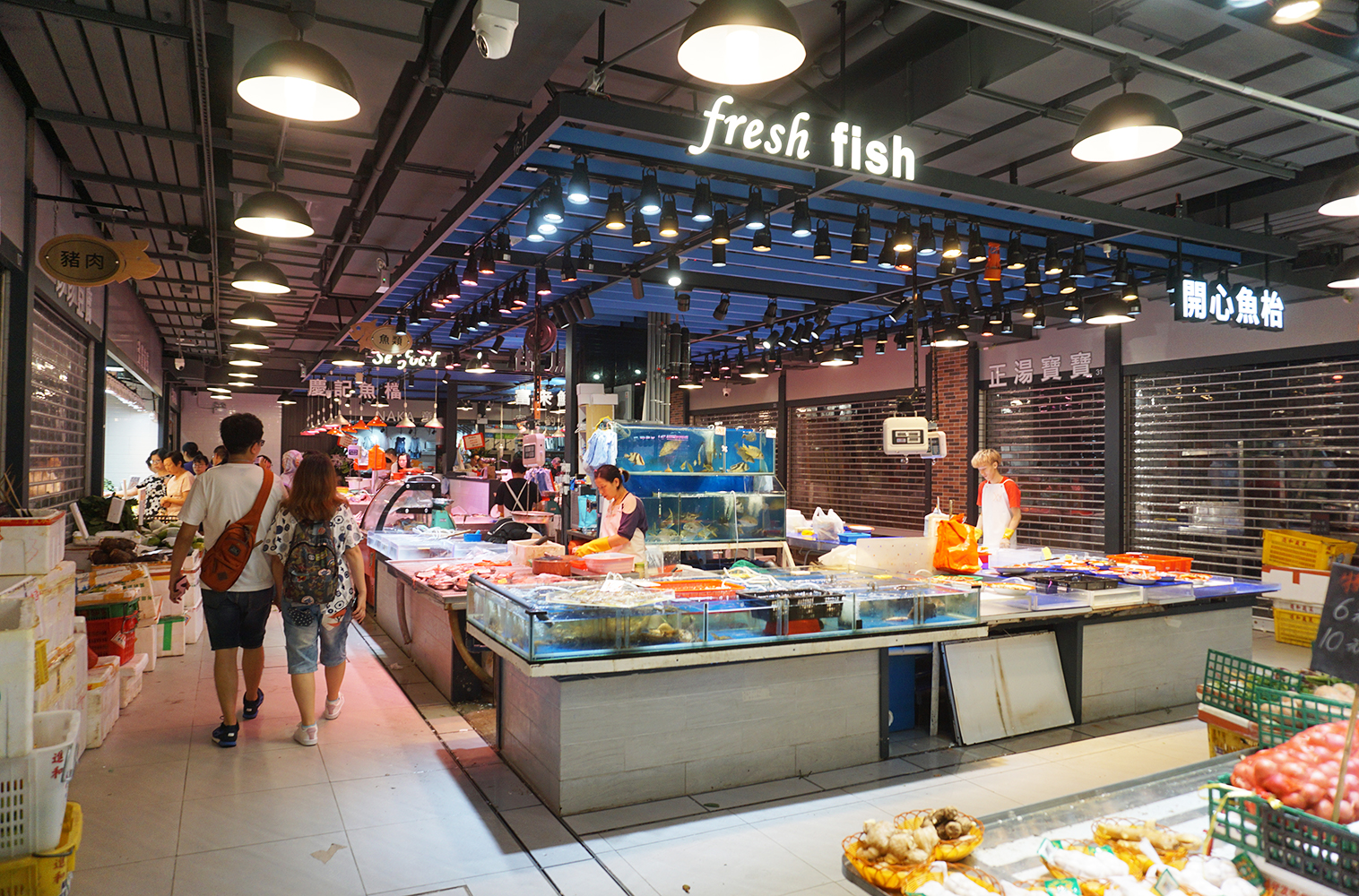
K-mart街市

## 行人天橋系統
將軍澳廣場有三條行人天橋，均為24小時行人通道，其中兩條連接君傲灣基座商場PopCorn 2，另一條通往將軍澳運動場。PopCorn 2有兩條行人天橋通往天晉基座商場PopCorn，將軍澳廣場住戶及顧客可使用這些全天候通道來往將軍澳港鐵站。　

## 事件
2021年6月8日下午1時52分，一名72歲男子於屋苑會所游泳期間遇溺，他被救生員救上來後陷入昏迷，由救護車送往將軍澳醫院，其後被證實死亡。警方經初步調查，相信事主在該游泳期間遇溺。
2024年7月3日下午，一名3歲男童在商場2樓被人拐走。閉路電視截圖見到有人用毛巾掩蓋男童的口鼻。綁架犯使用Telegram勒索男童父母等值500萬港元的泰達幣（USDT），並禁錮在附近的禁錮於私人屋苑天晉。警方在7月4日清晨救出男童並拘捕兩名38歲女子，認為案情與財務問題有關。